# Paranoid (пісня)
«Paranoid» — пісня британського рок-гурту Black Sabbath з їх другого альбому Paranoid (1970). Трек досяг 4 місця у хіт-параді синглів Великої Британії та 61 — у Billboard Hot 100.
Це був перший та один з небагатьох синглів гурту, який з'явився за пів року після виходу першого альбому.
Ліричний герой пісні — невдаха, який не може пристосуватися до реалій життя і промовляє доволі невиразний монолог. Він одинак, постійно у поганому настрої, не може знайти справжнє кохання.
Пісня народилась для альбому в останню годину його запису. Після запису запланованих пісень, виявилось, що на платівці лишалось не використаним місце для 3-хвилинного запису. Продюсер попросив зімпровізувати ще одну композицію. Гізер швидко написав текст, а Айоммі музику, Осборн зробив вокальну партію.
Новоспечена пісня не лише стала напрочуд популярною після виходу, але й дала назву самому альбому, який планувалось спочатку назвати як перший трек «War Pigs». Компанія звукозапису переконала відмовитись від неї як образливої.

## У списках пісень
- № 250 у списку 500 найкращих пісень усіх часів за версією журналу Rolling Stone[5].